# Zhu (musicista)
Steven Zhu, noto semplicemente come Zhu (San Francisco, 1989), è un disc jockey, cantante e produttore discografico statunitense di musica elettronica.
È attivo dagli inizi del 2014, sotto etichetta Genius Records; fino alla metà del 2014, ha deciso di rimanere anonimo preferendo essere giudicato solo per la sua musica. Nello stesso periodo, ha raggiunto la notorietà internazionale grazie al singolo Faded, che ha scalato le classifiche di vendita. In seguito ha realizzato svariati remix in collaborazioni con artisti come Skrillex, AlunaGeorge e A-Trak.
Risiede a Los Angeles, dove ha iniziato a produrre musica frequentando la University of Southern California. Il genere musicale delle sue composizioni è prevalentemente Deep house.

## Biografia
Moves Like Ms Jackson, un mashup di alcune tracce degli OutKast, è la sua prima traccia, uscita nel febbraio 2014.
Successivamente, nell'aprile del 2014, ha pubblicato l'EP The Nightday, anticipato dal singolo Faded, uscito nel marzo dello stesso anno, traccia che ha lanciato la carriera del musicista; Faded ha riscosso un notevole successo, piazzandosi al primo posto di alcune classifiche di musica elettronica e raggiungendo ottimi risultati in diverse classifiche internazionali, venendo inoltre nominato a un Grammy Award. Sono stati realizzati numerosi remix di questo brano. Il singolo ha spinto le vendite del suo primo EP in particolar modo in Australia, dove ha raggiunto la sesta posizione della classifica di vendite.
Il successo gli ha permesso, a partire dal 2015, di collaborare con diversi artisti, tra cui Skrillex, AlunaGeorge ed A-Trak, realizzando il suo secondo EP Genesis Series.
Realizza inoltre i remix di West Coast di Lana Del Rey e Gun del gruppo musicale scozzese Chvrches, che hanno ottenuto un buon successo.
Nel maggio 2015 è apparso nel celebre programma radiofonico di musica elettronica del dj inglese Pete Tong, After Hours, su BBC Radio 1.
Sempre nel 2015 ha lanciato una propria linea di abbigliamento, la "NIGHTDAY COLLECTION".
Il 29 luglio 2016 è uscito Generationwhy, contenente 14 tracce comprese intro e bonus track; il suo primo album, sotto etichetta Columbia Records.

## Discografia

### Album in studio
- 2016 - Generationwhy
- 2018 - Ringos Desert

### EP
- 2014 - The Nightday
- 2015 - Genesis Series
- 2017 - stardustexhalemarrakechdreams

### Singoli
- 2014 - Moves like Ms Jackson
- 2014 - Faded
- 2014 - Stay Closer
- 2014 - Paradise Awaits
- 2014 - Superfriends
- 2014 - The One
- 2014 - Cocaine Model
- 2015 - As Crazy As It Is (feat. A-Trak, Keznamdi)
- 2015 - Testarossa Music (feat. Gallant)
- 2015 - Hold Up, Wait A Minute (feat. Bone Thugs-N-Harmony e Trombone Shorty)
- 2015 - Modern Conversation
- 2015 - Paradise Awaits, Part 2
- 2015 - Automatic (feat. AlunaGeorge)
- 2015 - Working for It (feat. Skrillex, THEY)
- 2016 - In the Morning
- 2016 - My Blood (Visualette) (feat. AlunaGeorge)
- 2016 - Generationwhy
- 2016 - Money
- 2018 - My Life (feat. Tame Impala)
- 2019 - Mi Rumba (feat. Sofi Tukker)
- 2019 - No More (feat. DJ Snake)
- 2020 - Only (feat. Tinashe)
- 2020 - Follow (con KITO & Jeremih)
- 2020 - Risky Business
- 2020 - All On Me (con Tchami)
- 2020 - I Admit It (feat. 24kGoldn)

### Remix
- 2014 - Lana Del Rey – West Coast
- 2014 - Chvrches – Gun (ZHU Cover)
- 2017 - Gorillaz – Andromeda (ZHU Remix)
- 2020 - Mathame – Never Give Up (ZHU Remix)